# トーゴの鉄道
トーゴの鉄道では、トーゴにおける鉄道について記す。

## 鉄道史
トーゴの鉄道路線の基盤は、ドイツ帝国による植民地施政下、ドイツ領トーゴラント時代に建設された。最初の鉄道路線、44kmのロメ-アネホ鉄道の建設は、1904年に始まり、1905年に運営開始した。メーターゲージが採用され、トーゴでの鉄道の基準となった。
2線目の路線であるロメ-パリメ鉄道は、1907年にドイツ皇帝ヴィルヘルム2世の誕生日を記念し運営開始した。3番目の路線であるロメ=ブリタ鉄道（ロメ - アタクパメ間）は1908年から建設され、1913年に全長167kmまで完成した。 この鉄道は、ロメから2.7km地点でロメ-パリメ鉄道から分岐し、その後のフランス委任統治のフランス領トーゴランド時代のトーゴで唯一延長された路線である。ドイツ帝国による植民地施政終了時でトーゴには327kmの鉄道が敷設されていた。タンク機関車18両、客車20両、貨車202両が存在していた。第一次世界大戦後、トーゴは英仏2カ国による分割統治（1:2の割合）となったが、鉄道が敷設されている地域はすべてフランス領であった。
フランスによる委任統治・軍政（1922年まで続いた）下では、鉄道はトーゴ軍有鉄道（Togoland Military Railway (TMR)）と言う名で運営された。鉄道の運営は隣国の「黄金海岸」の鉄道会社黄金海岸政府鉄道（Gold Coast Government Railways）が行っていたため、新機関車はイギリス帝国から調達した。1922年になって軍政が終了し、鉄道はフランス語でトーゴ鉄道（Chemins de fer du Togo、CFT）と呼ばれるようになった。1934年、ロメ・アタクパメ鉄道の延長113kmがブリタまで開業した。第二次世界大戦後、1946年にトーゴが国連信託統治領となると共に、CFT最後の蒸気機関車を調達。1964年までには機関車はほぼディーゼル機関車に置き換わったが、ドイツ統治下時代の客車は1970年代まで運行していた。
信託統治下でもフランスの支配が続いた後、1960年にトーゴ共和国は独立。独立後も植民地時代の鉄道網を運行していたが、徐々に設備・車両も老朽化し陳腐化していく。トラック輸送との競合に応える必要もあり、ルノーとデ・ディートリッヒなどからも旅客車などを新規調達するものの、1960年代トーゴ内の鉄道の全線廃止なども提案されるようになった。

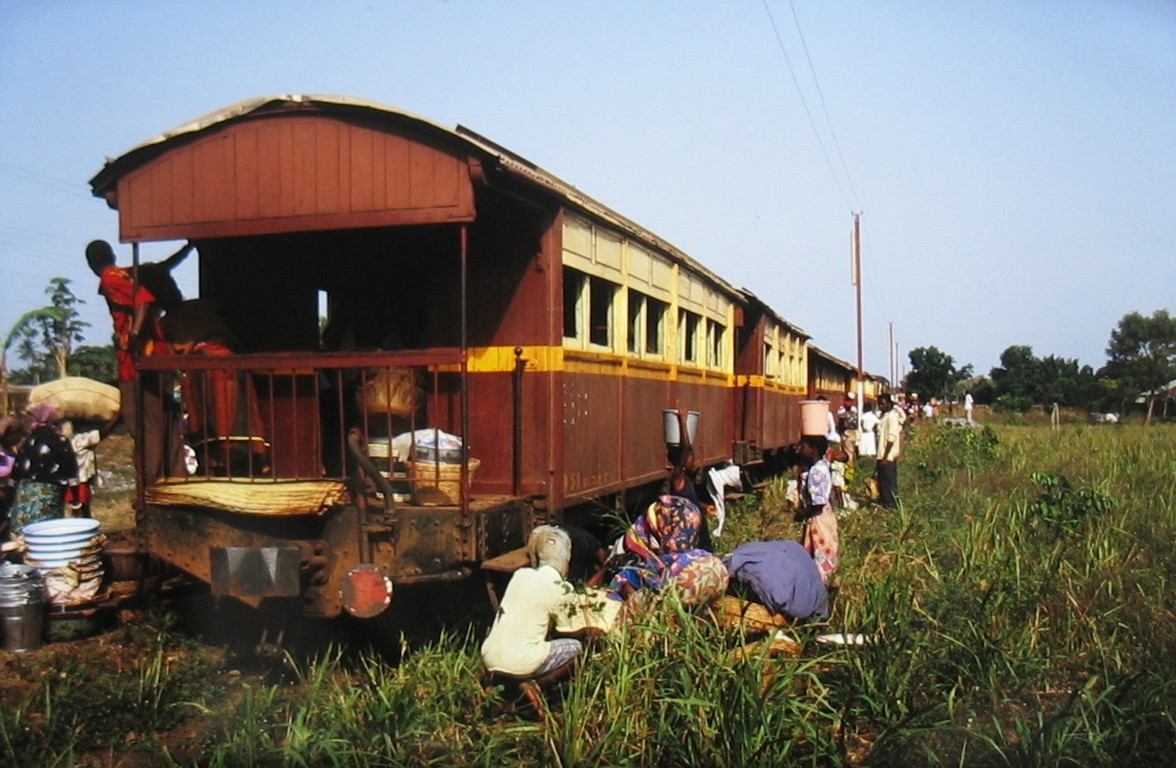
ロメ-パリメ鉄道の旅客車両（1990年）

1961年にはトーゴ湖北のリン鉱山から22kmの私有鉄道がベナン鉱山公社（Compagnie Togolaise des Mines du Bénin (CTMB) ）によって運行開始し、2007年よりその後トーゴ・リン新公社（Société Nouvelle des Phosphates du Togo (SNPT)）が運行し、今日でも支線の一つは運行を継続している。
ネットワークの最後の拡張は1971年に行われ、トグレコヴェでロメ-ブリタ鉄道から東方向に分岐するタブリグボへの新線が開通した。この支線は、セメント製造用の原材料を運ぶために建設された。
1980年頃の時点で、トーゴの鉄道網は、20両のディーゼル機関車、10両の車両、60両の客車、375両の貨車によって運営されていた。当時、年間約150万人の旅客と114,000トンの貨物が輸送されていた。
1985年、ロメからアネホへの線路は、本線との分岐点の東側で廃止された。1990年代半ばから終盤にかけて旅客運輸はすべて廃止または中断され、ガーナ内の鉄道はほぼ貨物輸送のみとなった。
1999年、ロメからパリメへの線路と、ロメからブリタへの本線（アグボヌ・アタクパメへの分岐を含む）は、ロメの北19kmの地点から閉鎖された。
コートジボワール、ブルキナファソ、ニジェール、ベナン、トーゴを鉄道でつなぐプロジェクト「アフリカレール」（AfricaRail）が2015年頃より提案されており、トーゴでもロメからの路線のアップグレードの提案が含まれている。
ガーナのアフラオにあるセメント工場から国境を越えてロメ港に至る支線が2014年に完成した。

## 事業者
- トーゴ鉄道 (RCFT)

## 隣接国との鉄道接続状況
- ベナン - 接続なし
- ブルキナファソ - 接続なし
- ガーナ - 接続なし